# Almirante Montt
El cazador Almirante Montt fue un buque propulsado por una hélice movida por un motor a vapor, que sirvió en la flota ballenera de la Sociedad Ballenera de Magallanes entre 1905 a 1916, surcando los mares antárticos.

## Historia
La sociedad De Bruyne, Andresen y Cia. comisiona a uno de los socios de la firma, el capitán Adolfo Andresen, para que viaje en 1905 a Noruega, y reciva allí al buque ballenero Almirante Montt que había sido encargado a los astilleros Framnæs mekaniske Værksted, en Sandefjord, Noruega. este será recibido por Andresen durante el mes de julio de 1905, inaugurando así la serie de cinco "almirantes" que la flota de la Sociedad Ballenera de Magallanes tendrá en mares magallánicos y antárticos entre 1906 y 1916.